# 高也事件
高也事件是2009年6月18日由于在中国中央电视台《焦点访谈》节目中被采访的大学生高也同时是该节目的实习人员，而引起公众质疑《焦点访谈》中立性的事件。高也所说的“心神不宁”成为网络流行语。

## 过程
为配合中国互联网协会互联网违法和不良信息举报中心谴责谷歌中国传播色情和低俗信息，中国中央电视台於2009年6月18日在《焦点访谈》中播出“‘谷歌中国’色情链接遭谴责”节目，点名批评谷歌中国有大量色情和低俗链接及图片。节目中，高也以大学生身份接受采访时说道：
|  | 就是我一个同学吧，他以前就是青少年比较好奇这些东西，他就去点那些黄色的网站啊什么的，然后就搞得那段时间心神不宁。然后，后来国家打击这个黄色网站啊这什么的嘛，然后他就没上，那段时间好了。结果后来他又发现，通过这个Google这些用户比较多的这些恩...那个搜索引擎可以打开这些网址。然后又进入了这些黄色网站，就链接特别多这Google里面的，然后就导致他又反复了。 |

此言一出，即受到了观众的揶揄，高也因而被网民们称作“纯情的大学生”，并遭到网民的人肉搜索，其博客、QQ号码、手机号码甚至他女友的博客和照片也被人搜索出来。随后，网民在他的校内网页面等处发现，作为中南财经政法大学2006级学生，代表大学生接受采访的高也实际上是《焦点访谈》的实习生，节目有造假之嫌，因而遭到网民的大加挞伐，但也有部分网友对这样的人肉搜索表示了担忧。随后，高也及其女友迫于压力关闭了博客。
事出之后，他的那一句“心神不宁”也成了网络的流行语。对于此事，中央电视台则以“今天领导正在调查这个事情，不方便说太多”拒绝回应，并称该报道只是正常的舆论监督。

## 反响
从节目内容上看，谷歌中国的图片搜索默认开启安全搜索功能，并没有出现露点的图片，但当局官员说裸露的图片同样属于“色情”和“低俗”。节目也刻意使用英文色情单词进行搜索，并在搜索结果中使用Google翻译功能对某个外文成人网站进行中文翻译并打开，以此说明谷歌“有意”传播色情和低俗链接及图片。
有人认为中央电视台多个栏目共同针对谷歌涉黄做出强烈反映，还有平息网络对中国政府强制预装绿坝·花季护航软件争议的目的。

## 關聯事件
- 很黃很暴力：中央電視台曾在2007年12月27日播出了一則《淨化網路視聽環境迫在眉睫》的新聞影片，其主題訴求亦為「網路掃黃打非」。採訪的张姓小学生的名言「很黃很暴力」同樣成為網路流行語。因為兩次事件的相似性，[8]高也被稱為男版「張殊凡」。[9]